# Општина Танаку (Васлуј)
Танаку (рум. Tanacu) општина је у Румунији у округу Васлуј.
Oпштина се налази на надморској висини од 209 m.